# Абанкесесо
Абанкесесо — колишня столиця держави Денкийра в 1690-х роках, нині Гана.
В 1692 році голландські, англійські та бранденбургські торговці подорожували в Абанкесесо та налагоджували торгові зв'язки з денкийрським королем «Боампонсем».